# نبض كهرطيسي نووي
النبض الكهرطيسي النووي (بالإنجليزية: nuclear electromagnetic pulse (nuclear EMP) هو خاصية راديوية كهرطيسية تُنتج عبر انفجار نووي. ينتج عنها تغير سريع للحقلين الكهربائي والمغناطيسي، والذي يمكن بدوره أن يمكن أو يؤثر على معدات كهربائية، أو إلكترونية، ويؤدي إلى توليد تيارات وفروق جهد كهربائية مدمرة لها. تتباين الآثار الناتجة عن ال EMP وفق عوامل عديدة، أهمها هو ارتفاع موضع الانفجار نفسه. تعود أول إشارة لها إلى العالم جيمس كلارك ماكسويل.

## الاصطلاح
اصطلاح «نبض كهرطيسي» يستبعد بشكل عام بعض مستويات الطيف البصرية (الأشعة تحت الحمراء وغير المرئية وفوق البنفسجية)، كما يستبعد أيضا حالات التأين الإشعاعي، كما هو الحال مع الأشعة السينية وأشعة غاما.
في النطاق العسكري، تُعرف الرؤوس النووية الحربية التي تنفجر مئات الكيلومترات فوق سطح الأرض برأس نبضي كهرطيسي عالي الارتفاع High-altitude electromagnetic pulse (HEMP) تعتمد الآثار الناجمة عن انفجار كهذا على الارتفاع فوق سطح الأرض وعلى مقدار الطاقة المخزنة ومقدار مخرج أشعة غاما بالإضافة للتفاعل الذي يحصل مع مجال الأرض المغناطيسي ومقدار الحماية من الأمواج الكهرطيسية للأهداف على سطح الأرض.

## التاريخ
عُرفت حقيقة تولد النبضات الكهرطيسية الناجمة عن الانفجارات النووية منذ بدء التجارب على هذه الأسلحة، لكن لم يكن قد تم تحديد مقدار هذه النبضات (EMP) وقياسها في ذلك الوقت بعد.
خلال التجارب النووية الأولى للولايات المتحدة في 16 يوليو 1945، تمت وقاية المعدات الإلكترونية وأجهزة القياس من الأشعة والأمواج الكهرطيسية، وأحيانا بحماية مضاعفة. وبرغم ذلك تعطلت العديد من المعدات وأجهزة القياس نتيجةً لتلك التجارب.
خلال التجارب النووية البريطانية بين عامي 1952 و 1953 تعطلت أيضا العديد من المعدات خلال التجارب، وهو ما تمت نسبته للنبضات الكهرطيسية المتولدة عنها.

## خصائض النبضات الكهرطيسية النووية
تم تعريف النبض الكهرطيسي النووي من قبل اللجنة الكهروتقنية الدولية (IEC) كنبض مركب من ثلاثة أقسام. سُميت هذه الأقسام بالرموز E1 و E2 و E3.

### E1

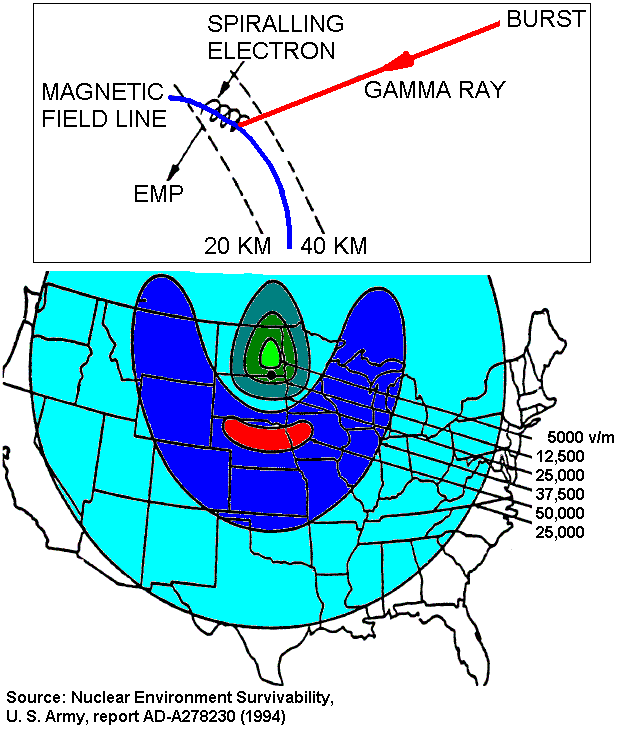
آلية عمل نبض كهرطيسي نووي بارتفاع 400 كم. تصطدم أشعة غاما على ارتفاع بين 20-40 كم وتحرر إلكترونات والتي تنعكس جانبيا بفعل المجال المغناطيسي للأرض. هذا بجعل الإلكترونات تشع نبضات كهرومغناطسية فوق منطقة واسعة. بسبب الشكل المنحني نحو الأسفل للمجال المغناطيسي للأرض فوق الولايات المتحدة، فتصل القيمة القصوى لنبضات EMP في الجنوب والقيمة الدنيا في شمالها.

النبضة E1 هي الجزء بالغ السرعة من النبض الكهرطيسي النووي (EMP). وهذا الحقل الكهرطيسي قصير الزمن وقوي المجال يولد فروق جهد عالية جدا في الموصلات الكهربائية. أكثر الدمار الذي يحلُ بالمعدات والأجهزة هو توليد فروق جهد تفوق جهد الانهيار لها وبهذا يمكن لل E1 تدمير الحواسيب ومعدات الإتصال في زمن قصير من جزء أو بعض من النانوثانية. ولهذا يُشترط في درع الحماية من تلك الأمواج أن يستطيع التعامل مع التغير السريع في فروق الجهد ويوجد بعض الحمايات لإيقاف نبض E1 ومنع تأثيره المدمر.

تنتج نبضات E1 عندما تقوم ترددات غاما الناتجة عن الانفجار النووي بتأيين الذرات لمستويات طاقة عُليا. يُعرف هذه الحالة بتأثير كومبتون والتيار الناتج عنه يُدعى تيار كومبتون. تتجه الإلكترونات لمستويات طاقة أدنى بسرعة تزيد عن 90% من سرعة الضوء. بغياب حقل مغناطيسي، يؤدي هذا التأثير إلى توليد تيار كهربائي بترددات عالية خارجة من منطقة الانفجار. يعمل الحقل الغناطيسي للأرض على ثني مسار الإلكترونات بزاوية قائمة لكل من متجهي الحقل المغناطيسي والجزئيات، وهو ما يُنتج تردد سنكروتروني. وبما أن نبضات غاما تنطلق بسرعة الضوء، فتتحد وتضاعف الترددات السنكروترونية لإلكترونات كومبتون وتقود إلى نبضات كهرطيسية ذات مدى زمني قصير ولكن بقوة شديدة فوق المنطقة المعنية.

### E2
الجزء الثاني للنبض الكهرطيسي يُدعى E2 ويُنتَج بسبب أشعة غاما المنتشرة والتي تُصدرها النيوترونات. لهذه المكونة زمن متوسط، وفقا لتعريف ال IEC ويدوم مدة تترواح بين 1 مل ثانية و ثانية واحدة. لل E2 الكثير من أوجه الشبه مع البرق، مع فارق أن ما ينتجه البرق من E2 قد يستمر فترة أطول بكثير منه في الحالة النووية. بسبب هذا التشابه مع البرق وبسبب تتطوير العديد من التقنيات للوقاية من الصواعق، فإن هذا الجزء من النبض النووي يُعتبر الأسهل من حيث الوقاية منه.

تقرير لجنة الخبراء لل EMP ذكرت عام 2004 بأنه، وبشكل عام، فإن القسم الثاني للنبض النووي ليس ذا خطر بحياله على المعدات والأجهزة، كونها تتضمن حماية من الصواعق بتقنيات مجربة. لكن الخطر الأكبر الذي ينجم هو بسبب تآزر القوى الذي يحدث: بما أن ال E2 تنشأ بعد أجزاء صغيرة من الثانية من ال E1، والتي لها قابلية التدمير.